# Historia sagrada
Historia sagrada es el nombre dado por la historiografía cristiana a la intervención directa de Dios en la historia, cuya fuente documental es la Biblia. Para otras religiones, su historia sagrada tiene como fuente otros textos considerados sagrados.
Desde una perspectiva providencialista toda la historia sería una historia sagrada, pues no habría hecho ninguno en ella que no reflejara la intervención providencial de Dios tendente a la salvación del hombre. En la práctica la Historia Sagrada se restringe a la Historia del Pueblo elegido (el judío) tal como se narra en los libros históricos del Antiguo Testamento (Génesis, Éxodo, etc.). Los cuatro evangelios y los Hechos de los Apóstoles también se consideran como fuentes históricas y amplían el campo de intervención divina a la evangelización de los gentiles. A partir de ese momento (siglo I) la Historia Sagrada entroncaría con la Historia de la Iglesia, desde la Iglesia Primitiva y las Persecuciones hasta las distintas historias nacionales. Obras historiográficas como Cronici Canones e Historia Eclesiastica de Eusebio de Cesarea (siglo IV) o la España Sagrada del padre Enrique Flórez (siglo XVIII) serían buenos ejemplos.
Como asignatura de los planes de estudio, la Historia Sagrada fue desde el inicio de la institución escolar un elemento presente en la enseñanza primaria y secundaria. En España hubo unos Principios de moral y religión (2º de bachillerato del Plan de Pedro José Pidal, 17 de septiembre de 1845), una Religión y moral en los cuatro primeros cursos (Plan 14 de agosto de 1849, de Bravo Murillo), sustituidos desde la ley Moyano (23 de septiembre de 1857) por una Historia Sagrada, explicación del catecismo y moral cristiana en 1º de bachillerato. Cambiando de nombre en los siguientes planes, el plan Romanones (17 de agosto de 1901) crea las cátedras de Religión, Historia sagrada e Historia de la Religión, que regentaban los Capellanes de Instituto.

## Historia Sagrada de Evémero
Evémero, mitógrafo de la corte macedonia a comienzos del siglo III a. C., escribió un libro titulado Ἱερὰ ἀναγραφή (Hierà anagraphé), que recogió parcialmente Diodoro Sículo en los libros quinto y sexto de su Bibliotheca Historica. El libro sexto se perdió, pero subsiste en citas de la Praeparatio Evangelica de Eusebio de Cesarea. Consta que la obra completa de Evémero fue traducida al latín por Ennio, como Sacra scriptio, pero tal traducción se ha perdido, a excepción de las partes citadas por Lactancio en sus Divinas Institutiones. Otros fragmentos se encuentran en las obras de San Agustín. A partir de todas estas fuentes, se cree haber reconstruido un panorama muy completo de la obra de Evémero: en forma de relato de un viaje por los mares de Arabia, narra su llegada a la isla utópica de Pangea (Παγχαΐα), donde encuentra una inscripción en el pilar de oro del templo de Zeus Triphylius. Aparentemente, Evémero sistematiza un método de interpretar los mitos populares consistente con los intentos de la cultura helenística de explicar las creencias religiosas tradicionales en términos naturalistas. Los dioses griegos habrían sido inicialmente reyes, héroes y conquistadores, o benefactores del hombre, que se habrían ganado el derecho a ser venerados. Así, Zeus sería un rey de Creta, gran conquistador, y su tumba se mostraba a los visitantes cerca de Knossos, lo que habría suscitado la reputación de mentirosos que tenían los cretenses.